# Eileen Wilks
Eileen Wilks (* 3. November 1952 in Monahans, Texas) ist eine „USA Today“-Bestseller-Autorin und schreibt bevorzugt Romantik und Mystery-Geschichten.

## Leben
Eileen Wilks wurde in Texas geboren und lebt derzeit wieder im Westen des Bundesstaates, nachdem sie zwischenzeitlich in Canada, Venezuela und in fünf verschiedenen US-Staaten gewohnt hat.
Als Eileen mit dem Schreiben begann, war sie der Meinung, dass Romantik-Geschichten zu wenig Publikum haben. Sie selbst bevorzugte Science Fiction. Erst in ihrer Kritik-Gruppe fasste sie den Entschluss ihre Geschichten zu veröffentlichen. Ihr erstes Buch wurde 1996 in der Reihe Silhouette Desire publiziert und war sofort auf der USA-Today-Bestseller-Liste (#146 am 30. Mai 1996) und nominiert für den Romantic Times Award als beste zeitgenössische Kurzgeschichte.  Nach weiteren Veröffentlichungen wurde sie bisher zweimal Finalist des Rita Awards der Romance Writers of America (1998 und 1999).
Ihre anfängliche Fokussierung auf Romantik hat sich mittlerweile in eine Mischung aus Romantik, Fantasy und Science Fiction gewandelt. Vor allem ihre Lupi Serie gewinnt immer mehr an Popularität. Sie ist Mitglied der Romance Writers of America.

## Werke

### Serien

#### Just A Little Bit
- Just a Little Bit Pregnant (03/98)
- Just a Little Bit Married (12/98)

#### At Midnight
- Midnight Cinderella (04/99)
- Midnight Promises (01/00)
- Midnight Choices (03/03)
- Meeting at Midnight (09/04)

#### Tall, Dark & Eligible
- Jacob's Proposal (01/01)
- Luke's Promise (11/01) (Das viel zu heiße Spiel, 12/02, Baccara, Cora)
- Michael's Temptation (12/01) (Einfach himmlisch, 12/02, Baccara, Cora)

#### World of the Lupi
Ihre aktuelle Serie handelt von Werwölfen und Magie auf einer erdähnlichen Welt. In Deutschland erscheinen die Bücher bei LYX in der Egmont Ehapa Verlagsgruppe.
- Only Human (Kurzgeschichte aus Lover Beware) (01/2003)
- Tempting Danger (10/2004)
  - Wolf Shadow: Verlockende Gefahr (4/2009, dt. von Antje Göring, ISBN 978-3-8025-8215-8)
- Originally Human (Kurzgeschichte aus Cravings) (07/2004)
- Mortal Danger (11/2005)
  - Wolf Shadow: Magische Versuchung (6/2009, dt. von Stefanie Zeller, ISBN 978-3-8025-8217-2)
- Blood Lines (01/2007)
  - Wolf Shadow: Dunkles Verlangen (11/2009, dt. von Stefanie Zeller, ISBN 978-3-8025-8221-9)
- InHuman (Kurzgeschichte aus On the Prowl) (08/2007)
- Night Season (01/2008)
  - Wolf Shadow: Finstere Begierde (5/2010, dt. von Stefanie Zeller, ISBN 978-3-8025-8319-3)
- Mortal Sins (2/2009)
  - Wolf Shadow: Tödliche Versprechen (9/2010, dt. von Stefanie Zeller, ISBN 978-3-8025-8325-4)
- Blood Magic
  - Wolf Shadow: Blutmagie (04/2011, dt. von Stefanie Zeller, ISBN 978-3-8025-8481-7)
- Blood Challenge
  - Wolf Shadow: Verbotene Pfade (10/2011, dt. von Stefanie Zeller, ISBN 978-3-8025-8496-1)
- Death Magic
  - Wolf Shadow: Tödlicher Zauber (08/2012, dt. von Stefanie Zeller, ISBN 978-3-8025-8794-8)
- Mortal Ties
  - Wolf Shadow: Unsterbliche Bande (06/2013, dt. von Stefanie Zeller, ISBN 978-3-8025-9087-0)
- Ritual Magic
  - Wolf Shadow: Dunkles Vergessen (09/2014, dt. von Stefanie Zeller, ISBN 978-3-8025-9415-1)

### Sonstige
- The Loner and the Lady (06/96)
- The Wrong Wife (04/97)
- Cowboys Do It Best (11/97)
- The Virgin and the Outlaw (05/98)
- Simple Sins (Kurzgeschichte aus Rough Around the Edges, 06/98)
- A Tempting Offer (Kurzgeschichte aus To Tame a Texan, 03/99)
- Pandora's Bottle (in the Charmed anthology, 08/99)
- Proposition: Marriage (09/99)
- Night of No Return (10/00)
- The Proper Lover (Kurzgeschichte aus All I Want for Christmas, 11/00)
- The Pregnant Heiress (07/01)
- Her Lord Protector (07/02)
- Expecting...and in Danger (11/02)
- A Matter of Duty (Kurzgeschichte aus Broken Silence, 05/03)
- With Private Eyes (11/03) (Herz in Gefahr!, 06/07, Baccara, Cora)
- Entangled (01/05)